# Эйзеле, Джон
Джон Линкольн Эйзеле (англ. John Lincoln Eisele; 18 января 1884, Ньюарк, Нью-Джерси — 30 марта 1933) — американский легкоатлет, серебряный и бронзовый призёр летних Олимпийских игр 1908 года.
На Играх 1908 года в Лондоне Эйзеле в двух дисциплинах. В командной гонке на 3 мили он финишировал четвёртым, но в итоге его команда стала второй, а в забеге на 3200 м с препятствиями он занял третью позицию.